# Fahad al-Mirdasi
Fahad al-Mirdasi (arabisch فهد المرداسي, DMG Fahd al-Mirdāsī; * 16. August 1985 in Riad) ist ein ehemaliger saudi-arabischer Fußballschiedsrichter.

## Karriere
Seit 2011 war al-Mirdasi von der FIFA als internationaler Schiedsrichter zugelassen. Er wurde 2015 beim AFC Asian Cup und der U-20-Weltmeisterschaft 2015, 2016 beim olympischen Fußballturnier und bei der Fußball-Asienmeisterschaft 2015 sowie 2017 beim Confed-Cup in Russland eingesetzt.
Al-Mirdasi wurde im April 2018 zusammen mit seinen Assistenten Mohammed al-Abakry und Abdullah al-Shalwai für die Weltmeisterschaft 2018 in Russland als Schiedsrichter berufen. Im Folgenden gestand al-Mirdasi, vor dem Endspiel des saudi-arabischen King Cups zwischen dem Ittihad FC und dem al-Faisaly FC vom Präsidenten von Ittihad Bestechungsgeld gefordert zu haben und wurde daraufhin kurz vor dem Spiel vom saudi-arabischen Verband SAFF abberufen und lebenslänglich gesperrt. In der Folge wurden al-Mirdasi und seine beiden Assistenten Ende Mai 2018 auch von der FIFA bei der WM als Schiedsrichter ausgeschlossen.

## Internationale Einsätze

### Einsätze bei den Olympischen Sommerspielen 2016
| Phase        | Datum         | Spielort       | Heimmannschaft | Gastmannschaft | Ergebnis   |
| ------------ | ------------- | -------------- | -------------- | -------------- | ---------- |
| Gruppenphase | 4. Aug. 2016  | Manaus         | Schweden       | Kolumbien      | 2:2 (1:1)  |
| Gruppenphase | 10. Aug. 2016 | Belo Horizonte | Deutschland    | Fidschi        | 10:0 (6:0) |

### Einsätze beim FIFA-Konföderationen-Pokal 2017
| Phase            | Datum         | Spielort | Heimmannschaft | Gastmannschaft | Ergebnis             |
| ---------------- | ------------- | -------- | -------------- | -------------- | -------------------- |
| Gruppenphase     | 24. Juni 2017 | Kasan    | Mexiko         | Russland       | 2:1 (1:1)            |
| Spiel um Platz 3 | 2. Juli 2017  | Moskau   | Portugal       | Mexiko         | 2:1 n. V. (1:1, 0:0) |